# Atletica leggera ai II Giochi olimpici giovanili estivi - Getto del peso maschile
Ai II Giochi olimpici giovanili estivi di Nanchino 2014, la competizione del getto del peso maschile si è svolta il 21 (qualificazioni) e il 24 agosto (finali) presso l'Olympic Sports Centre.

## Risultati

### Qualificazioni
| Pos. | Atleta                   | Nazionalità   | 1ª prova | 2ª prova | 3ª prova | 4ª prova | Risultato | Note |
| ---- | ------------------------ | ------------- | -------- | -------- | -------- | -------- | --------- | ---- |
| 1    | Konrad Bukowiecki        | Polonia       | 22,34 m  | x        | x        | x        | 22,34 m   | QA   |
| 2    | Andrei Toader            | Romania       | 20,43 m  | 20,63 m  | x        | x        | 20,63 m   | QA   |
| 3    | Merten Howe              | Germania      | x        | 18,85 m  | 19,26 m  | 19,89 m  | 19,89 m   | QA   |
| 4    | Jason van Rooyen         | Sudafrica     | 19,38 m  | 19,35 m  | 19,73 m  | x        | 19,73 m   | QA   |
| 5    | Kert Piirimäe            | Estonia       | 18,98 m  | 18,55 m  | 19,36 m  | x        | 19,36 m   | QA   |
| 6    | Leonardo Fabbri          | Italia        | x        | 18,25 m  | 18,91 m  | 19,17 m  | 19,17 m   | QA   |
| 7    | Julián Pereira           | Argentina     | x        | 18,78 m  | x        | x        | 18,78 m   | QA   |
| 8    | Shehab Mohamed Abdulaziz | Egitto        | 17,84 m  | 18,67 m  | 17,52 m  | 18,13 m  | 18,67 m   | QA   |
| 9    | Karolis Maisuradze       | Lituania      | 16,67 m  | 17,14 m  | 17,58 m  | x        | 17,58 m   | qB   |
| 10   | Giorgi Mujaridze         | Georgia       | x        | 17,16 m  | 17,40 m  | 17,57 m  | 17,57 m   | qB   |
| 11   | Otoniel Badjana          | Guinea-Bissau | 17,36 m  | x        | 16,36 m  | x        | 17,36 m   | qB   |
| 12   | Alejandro Castillo       | Messico       | 17,00 m  | 16,43 m  | 16,76 m  | 17,10 m  | 17,10 m   | qB   |
| 13   | Oguzhan Özdayi           | Turchia       | 16,52 m  | 16,06 m  | 16,92 m  | 16,92 m  | 16,92 m   | qB   |
| 14   | Edilberto González       | Porto Rico    | 16,67 m  | 15,57 m  | 16,67 m  | 15,58 m  | 16,67 m   | qB   |
| 15   | José Miguel Ballivián    | Francia       | 16,43 m  | 16,33 m  | 16,56 m  | 16,63 m  | 16,63 m   | qB   |

Legenda:
- x = Lancio nullo;
- - = Passa il turno;
- QA = Qualificato finale A;
- QB = Qualificato finale B;
- NM = Nessun lancio valido;
- DNS = Non è sceso in pedana.